# Blink-182
Blink-182 (stylizováno jako blink-182) je americká punk rocková skupina, kterou v roce 1992 založili Tom DeLonge (kytara, zpěv), Scott Raynor (bicí) a Mark Hoppus (basová kytara, zpěv). Původní název skupiny zněl Blink, kvůli irské kapele se stejným názvem se však přejmenovali na Blink 182. Vydali osm studiových alb, největší úspěchy sklidily desky Enema of the State a Take Off Your Pants and Jacket z let 1999, resp. 2001. V roce 2005 vydali výběr největších hitů, a poté vyhlásili pauzu na dobu neurčitou. Tom DeLonge založil kapelu Angels & Airwaves, Mark Hoppus a Travis Barker působili společně v kapele +44.
Znovu se dali dohromady v únoru 2009 a jejich šesté studiové album Neighborhoods vyšlo v září 2011.
V lednu roku 2015 Tom DeLonge kapelu opustil a ke skupině se připojil zpěvák a kytarista Matt Skiba ze skupiny Alkaline Trio.
11. října 2022 bylo oficiálně oznámeno že Tom DeLonge se vrátil do skupiny, načež kapela vydala nový singl Edging, oznámila přípravy nového alba a zahájila celosvětové koncertní turné. Jejich deváté album One More Time... vyšlo 20. října 2023. Skupina prodala 50 milionů alb po celém světě a 15,3 milionu v USA.

## Historie

### Začátky
Pod původním názvem Blink nahráli v roce 1993 demo-album Flyswatter a rok později druhé s názvem Buddha, avšak bez většího úspěchu. Ten přišel v roce 1995 s deskou Cheshire Cat a to především díky písním „Carousel“ a „Peggy Sue“. Záhy poté se byli nuceni přejmenovat, aby se odlišili od stejnojmenné irské techno skupiny. Problém vyřešili tak, že si ke svému názvu přidali číslici 182 (čte se: one eighty two), o které dodnes panuje spousta pověstí a fám. Podle některých číslice vyjadřuje počet slov „fuck“, které vyřkl Tony Montana ve filmu Scarface, podle jiných zase počet mil, kolik musel ujet Mark za svojí přítelkyní anebo vychází z filmu Turk 182! Timmothy Huttona. Dle slov kapely však toto číslo nemá žádný hlubší smysl. Podle kapely samotné si toto číslo doslova "vytáhli z pr***e".

### Dude Ranch
Spolu s novým názvem změnili i vydavatelství – album Dude Ranch už nahráli u velké společnosti MCA (později Geffen Records). Po jeho dokončení opouští skupinu Scott Raynor. Důvodem byl prý nedostatek času (Scott studoval vysokou školu), podle ostatních členů skupiny měl však problémy s alkoholem. Za bicími ho nahradil Travis Barker, který byl údajně kvůli svým tetováním vyhozen ze školy.

### Na vrcholu
Doba největší slávy přišla s deskou Enema of the State (1999). Do mainstreamu je vynesly hlavně hity „What’s My Age Again“ a „All The Small Things“. Z hlediska prodejnosti se jedná o jejich nejúspěšnější desku (17 mil. prodaných kopií). O dva roky později úspěšně navázali albem Take Off Your Pants and Jacket s hity „First Date“ nebo „Rock Show“.
V roce 2003 vyšlo již pod přejmenovanou společností Geffen Records album Blink-182. Největší úspěch sklidily singly „I Miss You“ a „Feeling This“, v písni „All of This“ se objevil i hlas hostujícího Roberta Smitha ze skupiny The Cure. Ačkoli se Blink-182 stále drželi na vrcholu hudebního showbyznysu (3. místo v americké hitparádě), po vydání této desky se na dlouho dobu odmlčeli a jednotliví členové se věnovali pouze svým vlastním projektům.

### Pauza
1. listopadu 2005 vydává společnost Geffen Records výběr hitů Blink-182 a několik týdnů na to ohlašují členové pauzu na dobu neurčitou. Zvítězily vlastní projekty jednotlivých členů. Tom DeLonge založil kapelu Angels & Airwaves, Mark Hoppus a Travis Barker působí společně v kapele +44.

### Pokračování/Comeback
Na 51. udílení cen Grammy 8. února 2009 se kapela nechala slyšet, že se vrací. „Tentokrát byl projekt +44 schován pod koberec, naopak Angels & Airwaves budou pokračovat“, podotkl Tom DeLonge. Skupina tvrdí, že návrat Blink považuje za pokračování a ne za comeback.
Roku 2010 měla kapela turné po Evropě a rok předtím po Severní Americe. Hned poté se kapela vrátila k práci na své nové společné desce. Mark Hoppus se stal moderátorem pořadu "a Diferent spin with Mark Hoppus" televizní společnosti FUSE. Travis Barker vydal svou sólovou desku "Give The Drummer Some", na které se podílelo mnoho muzikantů (Slash, The Cool Kids, Lil Wayne a další). Tom Delonge se svou kapelou Angels and Airwaves vydal album LOVE (album si vydali na vlastní náklady a bylo zdarma ke stažení).
Blink se vydali od 5. 7. 2011 i přes zrušené evropské turné na to americké společně s My Chemical Romance. Dne 15. 7. 2011 Blink-182 vydali nový singl „Up All Night“ - jejich první nová píseň po šesti (pokud počítáme, že singl „Not Now“ vyšel už na UK verzi alba v roce 2003, tak po osmi) letech, o které se vedly diskuse, jak moc Angels & Airwaves nebo +44 ovlivnili hudbu Blink. Deska Neighborhoods vyšla 27. 11. 2011, ale již několik dní před vydáním (14. 9.) unikla na internet.

### Blink-182 a Česká republika
V červnu 2011 měla kapela vystoupit na prvním ročníku Prague City Festivalu, konaného pod záštitou organizace Punx Not Dead. Koncert a celé evropské turné toho roku však sama musela zrušit z důvodu pozdního dokončení nového alba Neighborhoods, které vyšlo ke konci září 2011. Omluvili se svým českým příznivcům a dohodli se s festivalem na vystoupení v příštím roce. Když už to vypadalo, že se premiéra americké skupiny v Česku blíží, 14 dní před samotným festivalem, na kterém měli mimo jiné vystoupit také New Order, Simple Plan nebo Dubioza kolektiv, přinesl festival zprávu, která šokovala všechny tuzemské příznivce Blink. Festival byl nečekaně zrušen z důvodu nedostatku finančních prostředků. Peníze, které fanoušci zaplatili za festival, dostali zpátky pouze ti, kteří si je pořídili přes síť Eventim. Organizace prohlásila, že po zrušení PCF se nachází ve stavu úpadku. Sama kapela se k celé záležitosti vyjádřila se slovy, že se do Prahy velmi těšili, neboť Česko je jedna z mála zemí, kde zatím nehráli.
Čeští fanoušci Blink byli tak nadvakrát velmi zklamáni, ale v roce 2014 se konečně dočkali. Organizátoři festivalu Rock for People spolu s promotérskou skupinou Conspiracy 14. května téhož roku ve večerních hodinách přinesli radostnou zprávu. Oznámili totiž, že Blink-182 na třetí pokus vystoupí v ČR. Koncert se odehrál 15. srpna 2014 v pražské Tipsport aréně. Sama kapela se podle managementů po dvou zklamáních na vystoupení velmi těšila. Českým příznivcům tak nezbývalo než doufat, že všechno proběhne podle plánu. A to se také stalo, a Blink-182 před 7500 diváky v po střechu zaplněné Tipsport areně splatili svůj poloviční dluh a splnili tak spoustě českým fanouškům jejich sen. 19. září 2023 před vyprodanou O2 Arénou v Praze vystoupili pro české fanoušky podruhé.

### Odchod Toma Delonge a příchod Matta Skiby
Ráno 26. ledna 2015 kapela oznámila, že Tom DeLonge opouští skupinu na dobu neurčitou a nahradí jej Matt Skiba ze skupiny Alkaline Trio. DeLonge toto ještě téhož dne popřel. Zbylí členové kapely nicméně v rozhovoru pro časopis Rolling Stone své prohlášení potvrdili.

### California
V roce 2016 vydala skupina album nazvané California, které bylo nominováno na Grammy za nejlepší rockové album, což byla jejich první Grammy nominace vůbec.

### Nine
Od května 2019 skupina pravidelně vydávala nové písně a připravovala se na oznámení svého dalšího alba s názvem Nine, které zahrnovalo skladby „Blame It on My Youth“, „Generational Divide“ a „Happy Days“. Původně chtěli, aby album vyšlo počátkem léta, ale kvůli prodloužené produkci a psaní jej byli nuceni odložit.  Album bylo oficiálně představeno 25. července 2019, vyšlo 20. září 2019 a další píseň s názvem "Darkside" byla vydána 28. srpna 2019.

### Delongův návrat
V roce 2022 se delší dobu díky příspěvkům na Instagramu množily spekulace o návratu Toma Delonga do skupiny a 11.10.2022 kapela tento návrat oficiálně oznámila, načež ihned vydala nový singl Edging, oznámila nové album a celosvětové koncertní turné. Delonge následně na Instagramu poděkoval Mattu Skibovi za jeho působení v kapele v době jeho nepřítomnosti a vysvětlil, že rakovina Marka Hoppuse všechno změnila a staré spory se stali bezvýznamnými.
Součástí turné bylo i vystoupení v Česku, které se uskutečnilo 19.9.2023 ve vyprodané pražské O2 aréně. Samotné turné bylo neskutečně úspěšné a ve většině případů se skupině podařilo všechny koncerty beznadějně vyprodat.

### One More Time
V září 2023 kapela oznámila, že datum vydání nového alba připadne na 20.10.2023 a ponese název One More Time, načež vydala 2 skladby: „One More Time“ a „More Than You Know“. Průběhem října vydala kapela postupně singly „Dance With Me“, „Fell In Love“ a „You Don’t Know What You’ve Got“. 20. října 2023 kapela vydala album One More Time, skládající se ze 17 skladeb. 26. října ho ještě doplnila o další 2 skladby. Album zaznamenalo u fanoušků obrovský úspěch a i ze strany kritiky se dočkalo většinou velmi dobrého hodnocení.

## Diskografie

### Studiová alba
- 1995 – Cheshire Cat
- 1997 – Dude Ranch
- 1999 – Enema of the State
- 2001 – Take Off Your Pants and Jacket
- 2003 – Blink-182
- 2011 – Neighborhoods
- 2016 – California
- 2019 – Nine
- 2023 – One More Time...

### Ostatní
- 1993 – Flyswatter (demo)
- 1994 – Buddha (demo)
- 1996 – They Came to Conquer Uranus (EP)
- 2000 – The Mark, Tom, and Travis Show (The Enema Strikes Back!) (live)
- 2005 – Greatest Hits
- 2012 – Dogs Eating Dogs (EP)

## Zajímavosti
- Coby garážová kapela se objevili ve snímku Prci, prci, prcičky.
- Na obalu desky Enema of the State jsou vyfoceni společně s pornoherečkou, která s nimi účinkovala v jejich videoklipu „Whats My Age Again“.
- Píseň „Adams Song“ vznikla po přečtení článku o jednom teenagerovi, co spáchal sebevraždu. Paradoxem je, že kvůli této písni jeden školák sebevraždu skutečně spáchal.